# Sandinismo

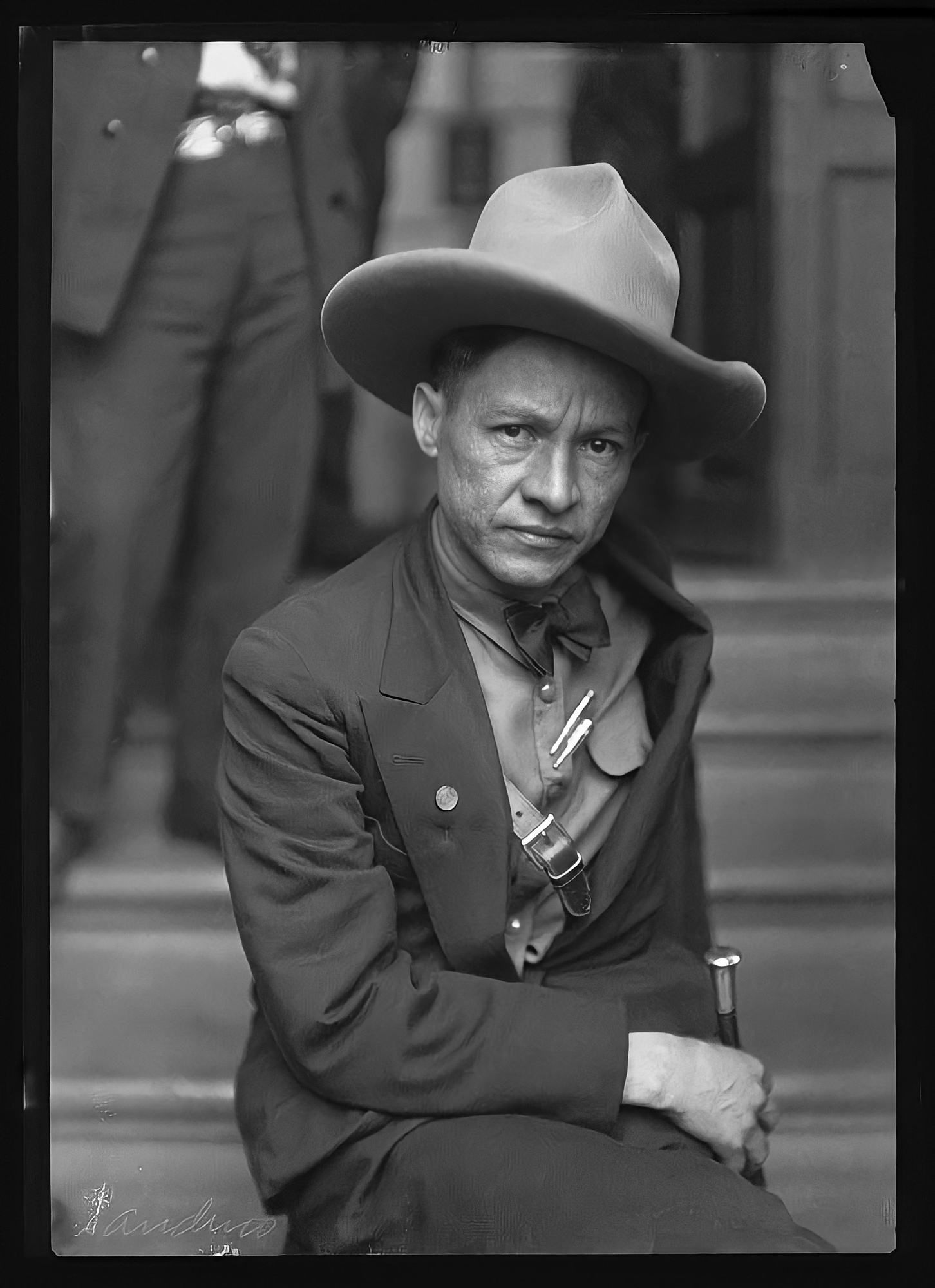
Augusto César Sandino

El sandinismo es una corriente política nicaragüense de izquierda, de original tendencia nacionalista y antiimperialista con posterior influencia socialista, que promueve la integración latinoamericana. Está basada en el ideario político de Augusto César Sandino, guerrillero y comunista de Nicaragua, de quien toma el nombre. A los partidarios y simpatizantes de esta corriente se les denomina sandinistas.

## Origen

Bandera (estilizada) usada por las fuerzas lideradas por Sandino en Nicaragua

Entre 1926 y 1933, Sandino mantuvo una guerra de guerrillas contra las tropas de los Estados Unidos, las cuales ocupaban Nicaragua desde 1912 para la defensa del statu quo necesario para la explotación de los recursos nicaragüenses por las compañías estadounidenses y en la defensa de sus intereses. Sin embargo, Sandino sería asesinado en 1934 por órdenes de Anastasio Somoza García, el primer comandante de la Guardia Nacional.
Basándose en la documentación generada por Sandino durante la guerra, principalmente correspondencia y manifiestos, Carlos Fonseca Amador dio sustento ideológico para la fundación, en 1961, junto a Santos López, Silvio Mayorga, Tomás Borge y otros del Frente Sandinista de Liberación Nacional (FSLN) que estructuró la lucha contra la dictadura que la familia Somoza mantenía en el país desde el asesinato de Sandino en 1934.
«Nicaragua tiene dos grandes herencias: la herencia literaria de Rubén Darío y la herencia política de Sandino».[¿quién?]
El 19 de julio de 1979 el FSLN, que contaba con apoyo popular, logra derrotar al Gobierno de Anastasio Somoza Debayle y entra triunfante en Managua; la insurrección popular y el periodo de gobierno posterior es conocido como Revolución Sandinista o de manera más específica en la historiografía oficial del país como Revolución Popular Sandinista.
Sin embargo, inicialmente de esta revolución emergió la Junta de Gobierno de Reconstrucción Nacional, un gobierno colegiado donde solamente dos de sus cinco miembros eran del FSLN: Daniel Ortega y Moisés Hassan. No obstante, en abril de 1980 tras la renuncia de Violeta Barrios de Chamorro y Alfonso Robelo, representantes del sector empresarial, el pluralismo de la junta empezó a mermar.
Tras una serie de profundas reformas sociales y económicas y una fuerte guerra civil entre el gobierno sandinista y los grupos subversivos de oposición denominados «Contras», el FSLN pierde las elecciones presidenciales de febrero de 1990 contra la coalición liderada por Violeta Chamorro, Unión Nacional Opositora (UNO).
A raíz de disputas internas dentro del FSLN surgieron nuevos partidos políticos que basan su ideario en las enseñanzas de Sandino, como el Movimiento Renovador Sandinista (MRS) y el Movimiento por el Rescate del Sandinismo (MPRS) que se denominan sandinistas por sostener los mismos ideales originales.

## Influencias en el pensamiento de Sandino

Ricardo Flores Magón, de quien se inspiraría parcialmente Sandino para su propia filosofía política

Entre las influencias en el pensamiento de Sandino se encuentra el anarquismo —principalmente por corrientes del socialismo libertario, sobre todo bajo la influencia del mexicano Ricardo Flores Magón— y la teosofía —esta última influida especialmente por el budismo tibetano y espiritualismo moderno.— Asimismo, es notable la influencia de una masonería radicalizada en Sandino. Sin embargo, pese a la influencia anarquista, no comulgó con las concepciones antinacionalistas predominantes de esta filosofía, sino que mantuvo una posición nacionalista y latinoamericanista. De igual manera, Sandino fue promotor del cooperativismo y de las comunas.

### Contexto internacional
- Identidad cultural latinoamericana: a finales del siglo XIX se desarrolló un intenso movimiento intelectual de búsqueda, definición y defensa de la identidad cultural latinoamericana. La obra clásica de esta línea de pensamiento la constituyó un ensayo de José Enrique Rodó publicado en 1900 bajo el título de Ariel, en el que se opone la espiritualidad de la cultura latina al grosero materialismo anglosajón. Esta temática fue abordada y desarrollada por escritores de la talla de José Martí en Cuba, Manuel Ugarte en Argentina, Rufino Blanco Fombona en Venezuela y Rubén Darío en Nicaragua.

- Revolución mexicana: el masivo levantamiento armado que puso fin a los 30 años de dictadura de Porfirio Díaz en México por el año 1910. Se discute que este evento tuvo un impacto trascendental en el pensamiento político latinoamericano de inicios del siglo XX. Después de varios años de conflictos internos entre dos facciones de los revolucionarios mexicanos se llegó a un acuerdo que quedó plasmado en la Constitución Política de 1917, esta contemplaba la ejecución de una Reforma Agraria, garantizaba el derecho de campesinos e indígenas a conservar las propiedades comunales y en el campo laboral estipulaba la creación de un Código de Trabajo que protegiese los derechos de obreros y artesanos. Especial atención merece el artículo 27 de dicha Constitución Política, pues disponía la propiedad exclusiva del Estado Mexicano sobre todas las riquezas del subsuelo. La confrontación con los Estados Unidos de América no se hizo esperar dado que el 75% de las minas más rentables de México pertenecían a compañías estadounidenses. El concepto de indohispanismo como base de la identidad latinoamericana, desarrollado por el ministro de Educación Mexicana José Vasconcelos Calderón también fue incorporado al discurso nacionalista de esa generación. El peruano Víctor Raúl Haya de la Torre, discípulo de Vasconcelos, creó la Alianza Popular Revolucionaria Americana y propuso un programa de cinco puntos para la redención de Indo-América:

- Política exterior de los Estados Unidos: Doctrina Monroe, Destino Manifiesto, Corolario de Roosevelt a la Doctrina Monroe (Doctrina de Intervención Preventiva o Política del Gran Garrote), Nota Knox contra Zelaya, Diplomacia del dólar.[6]

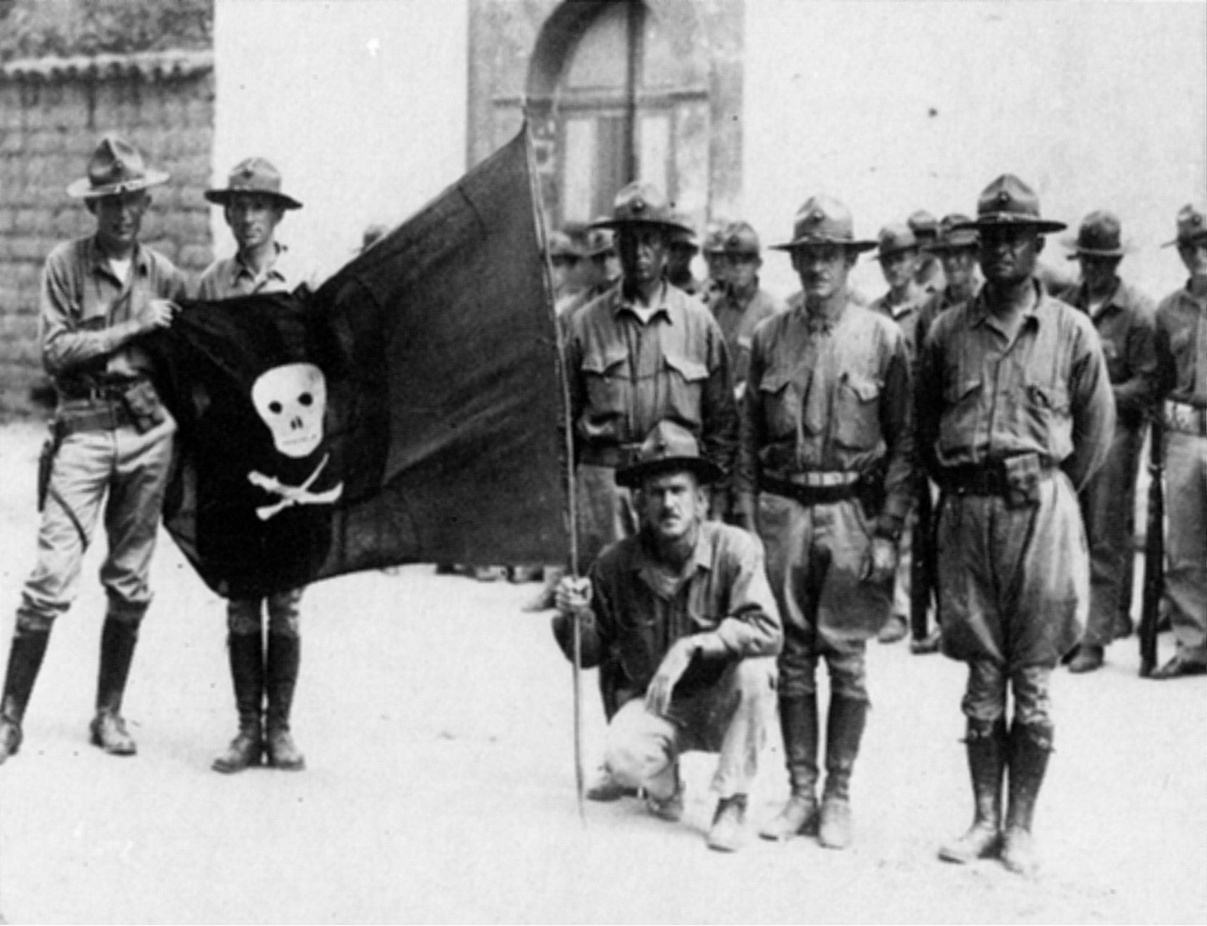
Fotografía de 1932.

1. Resistencia al imperialismo estadounidense
2. Unidad política de Indo-América
3. Nacionalización de la tierra y la industria
4. Internacionalización del Canal de Panamá
5. Solidaridad con todos los oprimidos del mundo

- Revolución bolchevique: en el mismo año 1917, el Partido Bolchevique conducido por Vladimir Ilich Ulianov alias Lenin, e inspirado en el pensamiento de Karl Marx derrota al Zar en Rusia y crea el primer Estado Obrero de la Historia. Una de las primeras disposiciones del gobierno revolucionario fue la expropiación de grandes latifundios y la distribución de la tierra. El sector industrial fue reorganizado y se dio a los obreros fuerte control sobre la producción. La conformación de la Unión de Repúblicas Socialistas Soviéticas  y la propuesta de Lenin durante la III Internacional para unir a todos los partidos y sindicatos obreros del mundo puso en alerta al gobierno estadounidense, quien tenía así temores fundados para suponer que una victoria comunista en cualquier país latinoamericano pondría en peligro su propia hegemonía en el hemisferio, posición que deformaba la percepción sobre acontecimientos políticos como la Revolución Mexicana y la Insurrección de Sandino en Nicaragua.

- Ideología socialista.
- Revolución cubana: aunque no influyó directamente en Sandino por motivos cronológicos, esta revolución sí influyó enormemente en muchos movimientos sociales y guerrilleros latinoamericanos de la época incluyendo a la Revolución Sandinista.[2]

### Contexto nacional
- Ocupación militar de 1912:[7] Adolfo Díaz solicita la intervención militar estadounidense y el 4 de octubre de 1912, luego de la batalla de Coyotepe, cuando buscaba reagrupar a sus fuerzas es abatido el general Benjamín Zeledón entre Masatepe y Niquinohomo.

- Tratados internacionales: 1914 – Tratado Bryan-Chamorro; 1930 – Tratado Esguerra-Bárcenas (Negociado verbalmente desde 1922 cuando E.U. -en plena ocupación militar de Nicaragua- logra que Colombia admita la independencia de Panamá).

- Intervención económica: Protectorado, Pactos Dawson, Gobierno de Transición, Ley Dodds (1923).

- Golpe de Estado "El Lomazo" (1926) de Emiliano Chamorro y Farsa electoral.

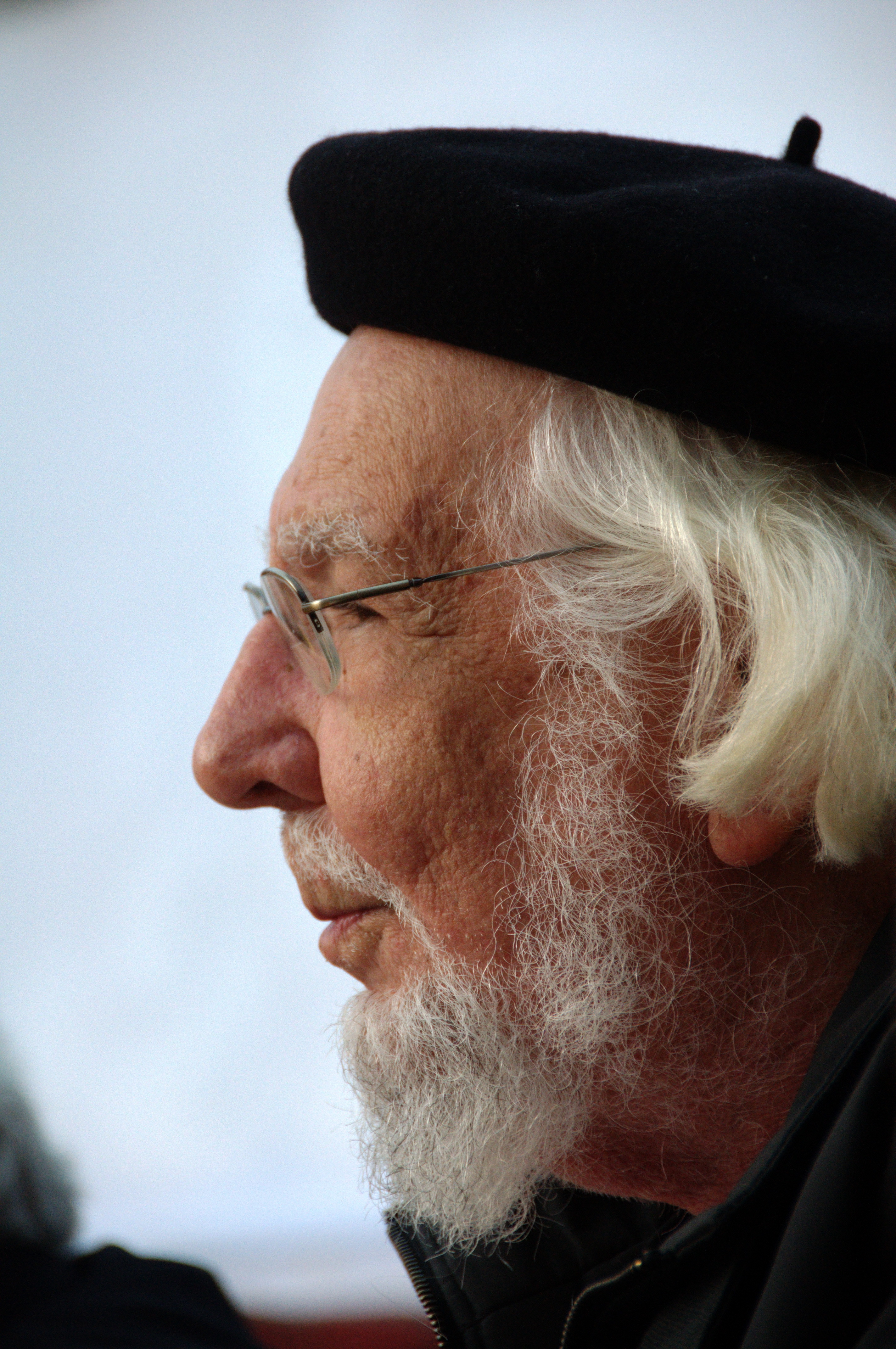
Ernesto Cardenal

- Ernesto CardenalGuerra Constitucionalista: Partidarios de Juan Bautista Sacasa con apoyo del Gobierno Mexicano organizaron el “Ejército Liberal Constitucionalista” que entre 1926 y 1927 entabló encarnizados combates bajo el mando de los generales José María Moncada (costa Caribe o atlántica), Francisco Parajón (occidente) y Augusto C. Sandino (Las Segovias y Jinotega) de manera que en abril de 1927 las fuerzas insurrectas se encontraban en Boaco listas para el ataque final a la Capital. Ante esta situación el presidente Calvin Coolidge envió a Henry L. Stimson para que impusiera un acuerdo de paz entre los contendientes, previamente, casi desde el inicio de las hostilidades los Estados Unidos habían destacado 3.000 marines con el pretexto de proteger la línea ferroviaria de Corinto a Granada, así como la vida e intereses económicos de sus ciudadanos en Nicaragua. El 4 de mayo de 1927 se suscribe el denominado “Pacto del Espino Negro” mediante el cual Moncada accede a deponer las armas a cambio de dinero y su candidatura presidencial en las elecciones supervisadas por los marines a realizarse en 1928.

- Ejército Defensor de la Soberanía Nacional: El 12 de mayo de 1927 desde el pueblo de Yalí, Jinotega, Augusto C. Sandino envió una circular a las autoridades departamentales declarando:

“… Yo no estoy dispuesto a entregar mis armas en caso de que todos lo hagan. Yo me haré morir con los pocos que me acompañan porque es preferible hacernos morir como rebeldes y no vivir como esclavos…”.
Véase También : Jose Antonio Sanjines
Sergio Ramírez Mercado, El Pensamiento Vivo de Sandino, p. 79

- Surgimiento de los Contras: se señala que el surgimiento de este grupo paramilitar pudo haber influido en radicalizar a los sandinistas.[2]

## Ideario político de Sandino
- Gregorio Selser
  - "Sandino, general de hombres libres" (1955)
  - "El pequeño ejército loco: Operación México-Nicaragua" (1958)
  - "Sandino, general de hombres libres" versión definitiva ampliada con prólogo de Miguel Ángel Asturias (1959)
  - "Sandino" junto con Cedric Belfrage (1982)

- Sergio Ramírez Mercado
  - "Pensamiento vivo de Sandino" (1981)

- Carlos Fonseca Amador, admirador y entusiasta estudioso de Sandino, organizó el "Ideario político de Sandino" en seis capítulos estructurados así:[8]

1. La ira del pueblo
  1. Conceptos guerrilleros
  2. Combate en la soledad y el aislamiento
  3. La ira del pueblo
  4. Cada nicaragüense es un soldado de ese ejército
2. Programa para los problemas sociales
  1. Libertad, Soberanía, Independencia, Progreso
  2. Contra la explotación, la opresión y la humillación
3. Política revolucionaria
  1. Sobre la Paz
  2. Sobre el Frente Único
  3. Farsas electorales
  4. Tradición patriótica nicaragüense
4. Internacionalismo
  1. Lucha universal
  2. Pueblos latinoamericanos
  3. Próceres latinoamericanos
  4. Los vendidos al imperialismo
  5. Hermanas Repúblicas Antillanas
  6. Unidad de Centroamérica
  7. Centroamérica obrero-campesina
  8. Litigios fronterizos en Centroamérica
5. El imperialismo yanqui y el pueblo de los Estados Unidos
  1. Imperialismo yanqui
  2. El pueblo de los Estados Unidos
6. Moralidad
  1. Desinterés
  2. Sacrificio
  3. La alegría de luchar
  4. Solidaridad humana
  5. Dignidad

## Partidos y movimientos sandinistas en Nicaragua
Luego de la derrota electoral del 25 de febrero de 1990, en Nicaragua existen tres agrupaciones políticas que tienen como ideología el sandinismo.

### Frente Sandinista de Liberación Nacional

Bandera del FSLN

El Frente Sandinista de Liberación Nacional (FSLN) surgió originalmente como una organización político-militar de vanguardia en la lucha popular y guerrillera contra la dinastía somocista. A raíz del triunfo de la Revolución Sandinista se constituyó como partido político. Después del 25 de abril del 1990, luego de la entrega del poder a la UNO, una disidencia fundó el Movimiento Renovador Sandinista (MRS) liderado inicialmente por Sergio Ramírez Mercado.
Daniel Ortega Saavedra ha sido por siete veces consecutivas el candidato que siempre se ha presentado a las elecciones presidenciales y desde el 10 de enero de 2017 gobierna con su esposa Rosario Murillo Zambrana como vicepresidenta.
Por otro lado, de acuerdo con Günther Maihold, el régimen de Ortega se alejó de los principios sandinistas, usando una fraseología «revolucionaria» solo como mero discurso. Asimismo, señala que Ortega se ha encargado en realidad de imponer cada vez más una política autoritaria y neoliberal en Nicaragua. En línea similar, la politóloga noruega Benedicte Bull señala que «el gobierno de Nicaragua siempre ha sido socialista en el discurso, pero capitalista en la práctica».

### Movimiento Renovador Sandinista

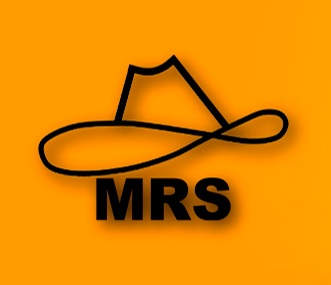
Bandera del MRS

Luego del alejamiento de la vida política de Ramírez Mercado, ha sido liderado por guerrilleros y militantes históricos del FSLN como Dora María Téllez, Hugo Torres Jiménez (ambos Comandantes Guerrilleros) y Víctor Hugo Tinoco (exvicecanciller entre 1979-1990), críticos con la deriva política autoritaria de Daniel Ortega y el FSLN. En julio de 2008 el Consejo Supremo Electoral controlado por la familia Ortega-Murillo, canceló su personería jurídica para evitar su participación en las elecciones municipales de noviembre de 2008.
En enero de 2021 se acordó en cambio de denominación del partido adoptando el nombre de Unión Democrática Renovadora - UNAMOS.

### Movimiento por el Rescate del Sandinismo

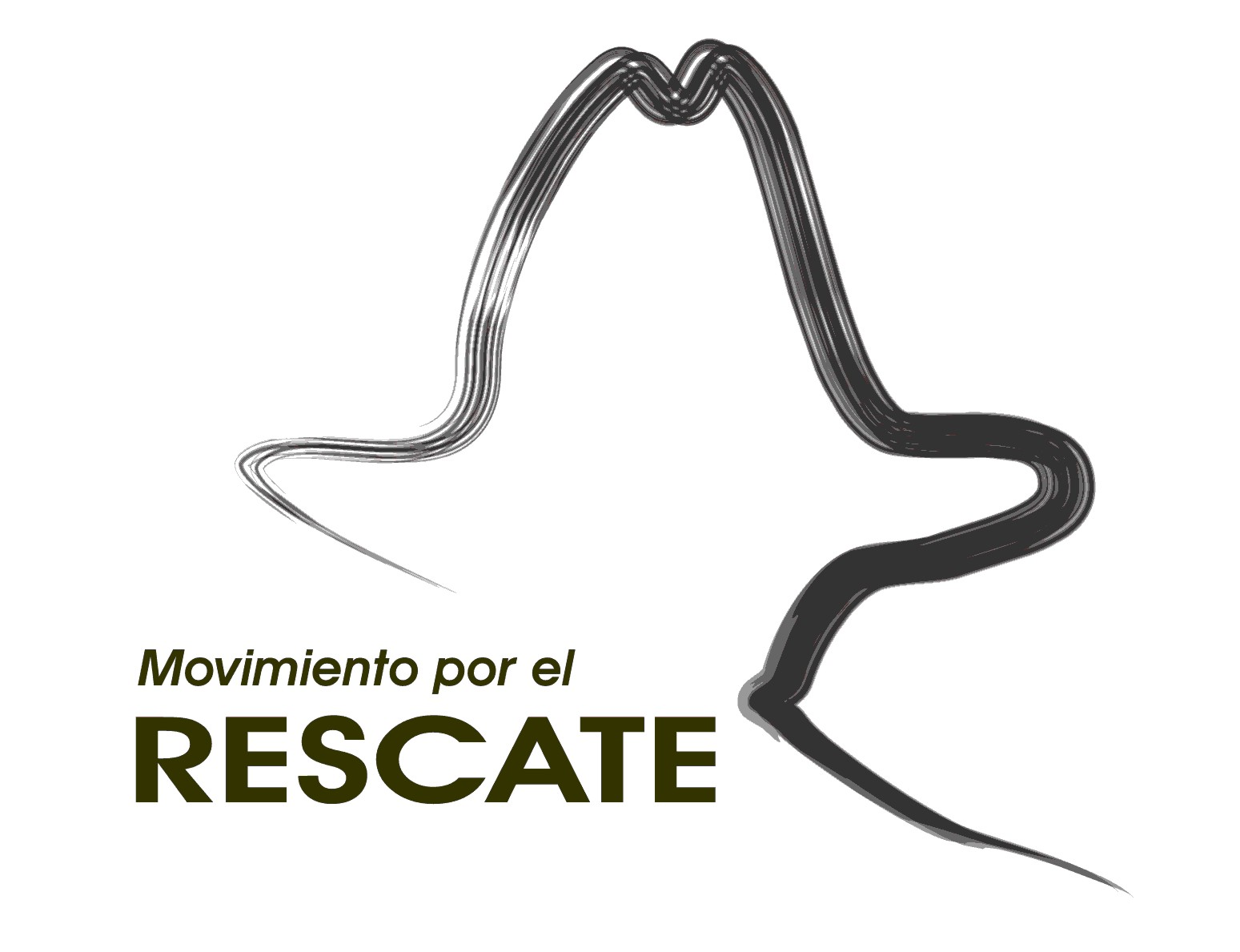
Bandera del MPRS

Liderado principalmente por los disidentes del FSLN Mónica Baltodano (Comandante Guerrillera) y Henry Ruiz Hernández (Comandante de la Revolución).
En el periodo 2011-2015, ambos movimientos (MRS y MPRS) sostuvieron una alianza con tres diputados en la Asamblea Nacional de Nicaragua (Poder Legislativo).
Para las elecciones de 2021 los dos movimientos fueron aliados de los partidos opositores al FSLN.

## Enfrentamientos entre sandinistas
Carlos Fernando Chamorro, que fue relevante dirigente del FSLN y director de su órgano oficial de comunicación el diario Barricada, publicó un artículo en noviembre de 2008 en el que afirmaba:

En Nicaragua, todo el país fue testigo de cómo el Consejo Supremo Electoral paralizó el sistema de conteo en Managua. Los votantes de más de 600 juntas de receptoras de votos de la capital nunca pudieron ver el resultado de sus juntas en las actas publicadas por el Consejo. Se trata de más de 120 mil votos que no fueron publicados porque evidentemente en muchas de esas juntas perdía el candidato del partido de gobierno.
 
Gracias a las publicaciones de las actas oficiales que ha hecho en los periódicos el Movimiento Vamos con Eduardo, y a la información que está en su sitio web, ahora sabemos quién ganó y quién perdió en cada junta receptora de votos. Y por eso se puede concluir con certeza que la elección de Managua la perdió el candidato del Frente Sandinista. Pero las irregularidades que ocurrieron en esta elección no se limitan al municipio de Managua, sino que irradian a nivel nacional. En una elección presidencial, es probable que las anomalías que puedan suceder en un número considerable de Juntas no alteren una tendencia nacional. Pero cuando de trata de 146 elecciones locales, en cada elección una sola junta, 100 votos, 200 votos, hacen la diferencia, como se está demostrando en la alteración de los resultados de la voluntad popular en lugares como León, Masaya, Jinotepe, Jinotega, Juigalpa, Boaco, Teustepe,  San Lorenzo, Sébaco, y muchos otros municipios del país.

En un artículo titulado "Carlos Fonseca y el fraude electoral" de El Nuevo Diario se afirma: 

Carlos como admirador de Sandino en el resumen titulado por el mismo Ideario Político del General Sandino, extrae de distintos escritos del mismo, su posición contra los procesos electorales que bajo la dirección de las tropas de la marinería yanquee se realizaron en Nicaragua en 1928 y 1932. Evidentemente, con esto Carlos pretende dar plena coherencia a su pensamiento antifraude electoral y presentarse como continuador de Augusto Calderón Sandino. Fonseca hace suyas de Sandino, posiciones contra el involucramiento directo de los marines en la organización y conteo de los votos: “Impediremos cualquier farsa eleccionaria que con supervigilancia extraña quiera repetirse en Nicaragua, y que no reconoceremos por ningún motivo a quien resulte electo de esa forma, así sea el más pintado y así me lo pidan de rodillas” (1985,180).

El Fundador del FSLN, imprimió con su ejemplo y rectitud cotidiana una mística que año con año fue creciendo entre un importante sector del pueblo de Nicaragua, su decisión de desafiar a la dictadura con las armas en la mano o sin ellas, la inmolación de decenas de militantes sandinistas, como Julio Buitrago y Leonel Rugama, la valentía de mujeres como Luisa Amanda Espinoza y Doris Tijerino, en los últimos años de la década de 1960, confirmaba que la única salida, el único camino posible que dejaban los Somoza era la lucha armada; el fraude electoral como parte indisoluble del modelo político impuesto por los Somoza en Nicaragua, obligaba a ese camino.